# Provinz Kitami

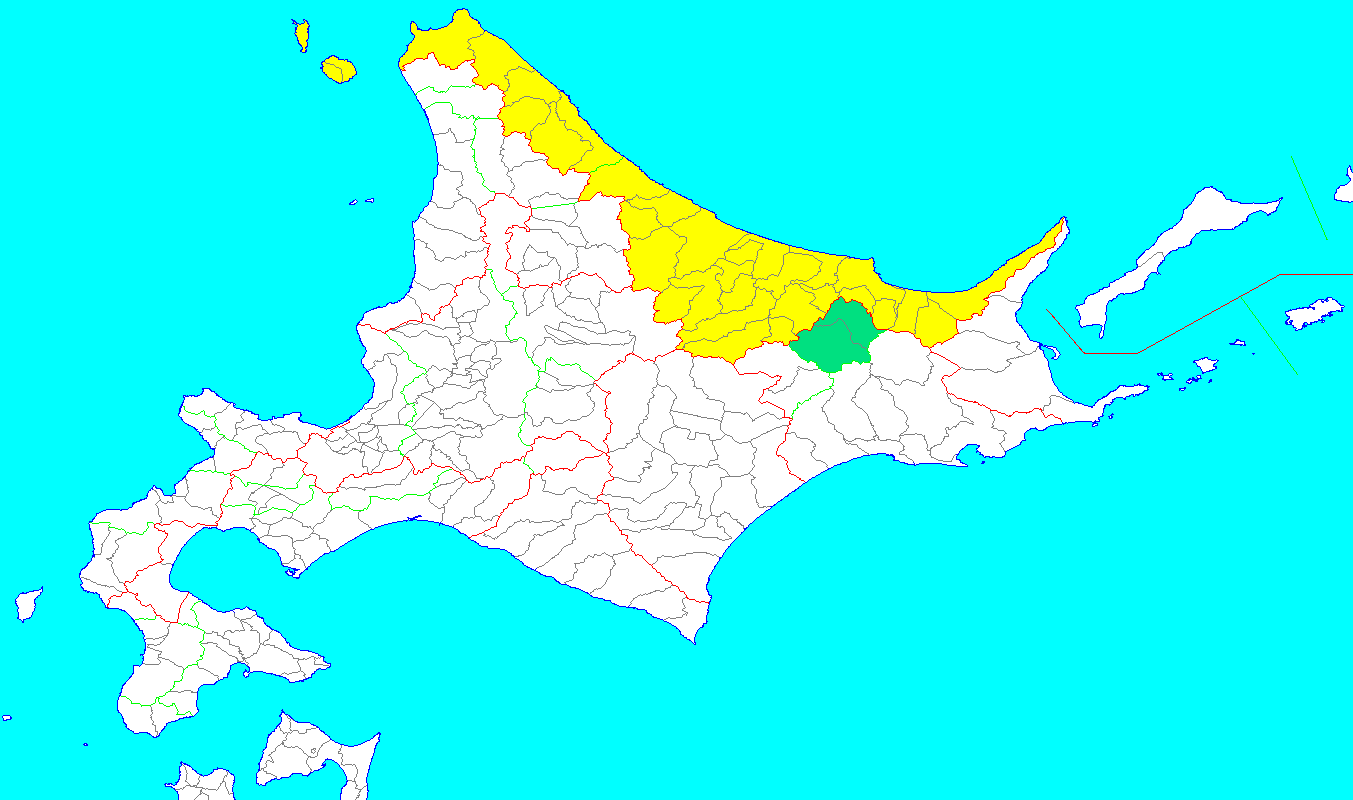
Provinz Kitami

Kitami (jap. 北見国) war eine kurzlebige Provinz Japans auf der Insel Hokkaidō. Ihr Gebiet entspricht den heutigen Unterpräfekturen Sōya und Abashiri (ohne einen Teil des Distrikts Abashiri) der heutigen Präfektur Hokkaidō.

## Geschichte
Am 15. August 1869 wurde die acht Landkreise (郡, gun) umfassende Provinz Kitami gegründet, zusammen mit den anderen Provinzen Hokkaidōs. Die Volkszählung von 1872 ergab 1.511 Einwohner (Japaner, ohne die einheimischen Ainu). Im Jahr 1882 schaffte die Zentralregierung die Provinzen in Hokkaidō ab.

## Landkreise
Die Provinz Kitami umfasste folgende Landkreise (gun):
- Abashiri (網走郡) – bis 1881 Teil der Provinz Kushiro
- Esashi (枝幸郡)
- Monbetsu (紋別郡)
- Rebun (礼文郡)
- Rishiri (利尻郡)
- Shari (斜里郡)
- Sōya (宗谷郡)
- Tokoro (常呂郡)